# Resistance 2
Resistance 2 is een sciencefictioncomputerspel gemaakt voor de PlayStation 3. Het spel werd ontwikkeld door Insomniac Games en uitgebracht op 4 november 2008 in Noord-Amerika en 28 november 2008 in Europa. Het is het vervolg op het succesvolle PlayStation 3-spel Resistance: Fall of Man. Op 29 november 2008 waren er van het spel Resistance 2 wereldwijd 870.000 exemplaren verkocht.

## Verhaal
Het spel volgt de verdere belevenissen van Nathan Hale in zijn strijd tegen de Chimera. De Chimera hebben het nu op de Verenigde Staten voorzien, en lanceren een grootse aanval op zowel de oost- als westkust. Hale sluit zich aan bij een speciaal strijdteam genaamd "The Sentinels", die net als hij immuun zijn voor het Chimeravirus.

## Gameplay

### Singleplayer
Resistance 2 bevat een single-player campagne, hierin bestuurt de speler de protagonist Nathan Hale. Het spel bevat vele wapens die ook in Resistance: Fall of Man te vinden waren, maar ook vele nieuwe wapens zoals "Marksman" en de "Minigun." De wapens zijn een mix tussen de menselijke technologie van de jaren 50 en de meer geavanceerde alien technologie. In tegenstelling tot het eerste spel, waar de speler zo veel mogelijk wapens kon dragen, beperkte Resistance 2 de speler tot twee wapens, evenals een meer beperkt aantal granaten. Resistance 2 gebruikt ook geen "health bar" meer, er wordt gebruikgemaakt van "automatic regenerative health system", waarbij de spelers uit de vuurlinie moeten blijven om hun gezondheid te herstellen.

### Multiplayer
Resistance 2 heeft twee multiplayer varianten, namelijk coöperatief en competitief. Beide multiplayer varianten houden de speler's prestaties bij, verkrijgen ervaring en leiden tot beloningen en voordelen, en geven de speler een skill ranking.

## Ontwikkeling
Het spel werd officieel aangekondigd in de februari 2008-editie van Game Informer, waarin de samenwerkingscampgain voor 8 spelers en de online multiplayerversie werden besproken. De eerste teaser trailer voor het spel werd vertoond op 11 april 2008 in GameTrailers TV. De eerst gameplaytrailer werd vertoond op 13 juni 2008, eveneens op GameTrailers.
Tijdens de productie van het spel werd een prototype wapen genaamd de Tapper ontwikkeld, maar dit wapen heeft het niet gehaald tot de uiteindelijke versie van het spel.

## Trivia
- Het spel is opgenomen in het boek 1001 Video Games You Must Play Before You Die van Tony Mott.